# کنجی اوتسومی
کنجی اوتسومی (انگلیسی: Kenji Utsumi; ۲۶ اوت ۱۹۳۷ – ۱۳ ژوئن ۲۰۱۳) صداپیشه، و بازیگر اهل ژاپن بود. وی بین سال‌های ۱۹۵۵ تا ۲۰۱۳ میلادی فعالیت می‌کرد.
از فیلم‌ها یا برنامه‌های تلویزیونی که وی در آن نقش داشته‌است می‌توان به مشت ستاره شمالی اشاره کرد.